# فرطر
| link = | هذه المقالة يمكن توسيعها اعتمادا على الترجمة في ويكيبيديا الإنجليزية. اضغط [هنا] للتعليمات. - تُعدُّ الترجمةُ الآليةُ من كوكل بمثابةِ نقطةِ انطلاقٍ مُفيدةٍ للترجمات، ولكن يَجبُ على المُترجمينَ مُراجعةُ الأخطاءِ الّتي قد تُصاحبُ الترجمةَ حسبَ الضرورة، والتأكيد على دقةِ الترجمة، بدلاً من مجردِ نسخِ النصِّ المُترجمِ آلياً إلى ويكيبيديا. - لا تُترجمِ النصَّ الذي يبدو غيرَ موثوقٍ أو مُنخفضَ الجودة. تَحقِّقْ من النص بالتأكدِ من المَراجعِ الواردةِ في المقالةِ باللغةِ الأجنبية «إذا كان ذلك مُمكناً». - يجب إضافة قالب {{صفحة مترجمة}} بعد الترجمة إلى صفحة نقاش المقالة لضمان الامتثال لحقوق النشر. - لمزيد من الإرشاد، انظر ويكيبيديا:ترجمة مقالات إلى العربية. |

الفَرِطَّر (بالإنجليزية: Fritter)‏ هي جزء من اللحوم أو المأكولات البحرية أو الفاكهة أو الخضار أو غيرها من المكونات التي تُعجن سائلة أو تغطى بالبقسماط أو مجرد جزء من العجين بدون مكونات أُخَر تكون مقليًا قليًا عميقًا. تُحضر هذه الفرطر في كل من الأصناف الحلوة والمالحة.

## معرض الصور

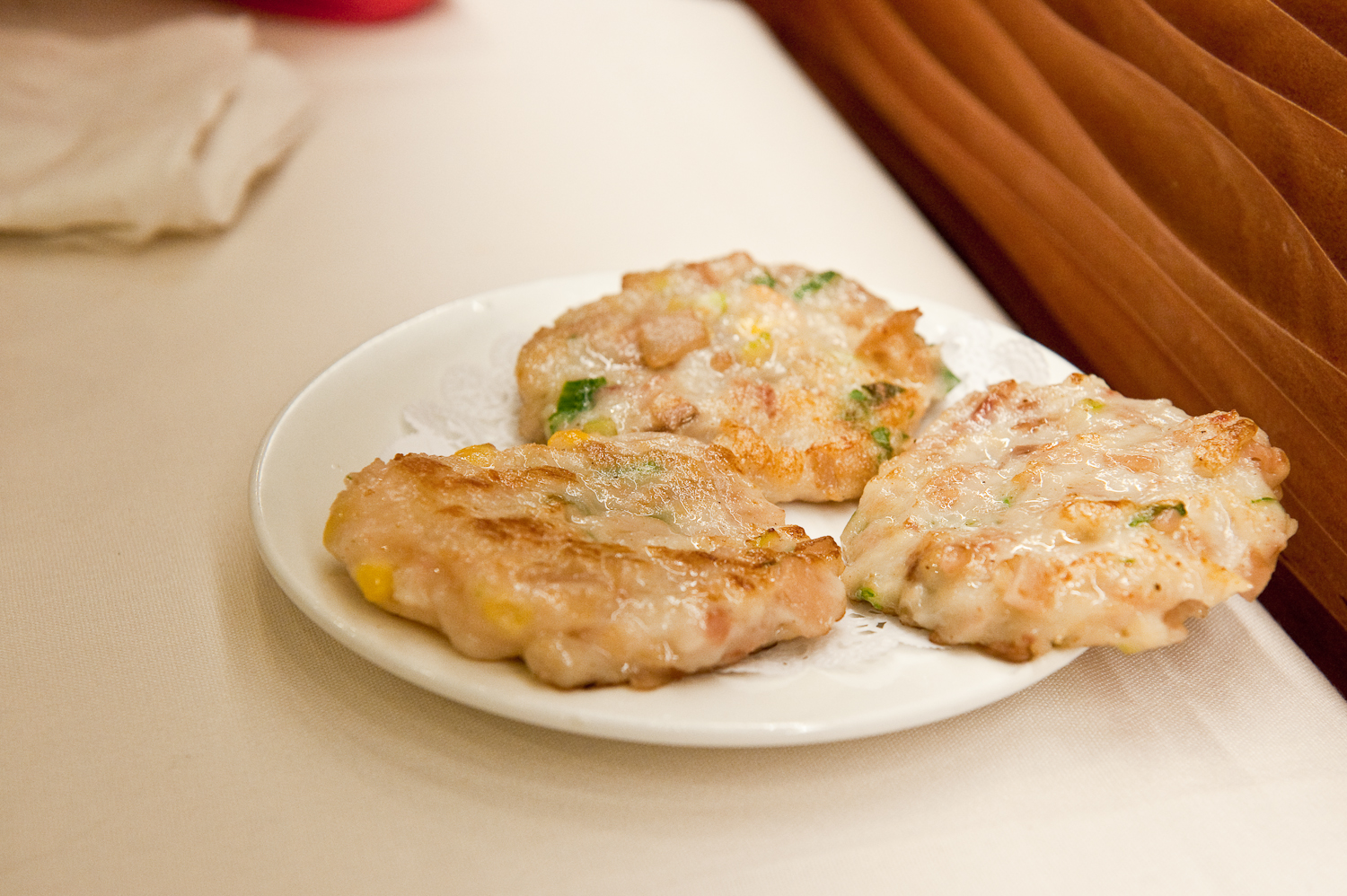
فطيرة الذرة. [الإنجليزية]